# Definitywnie
Definitywnie – trzeci album solowy polskiego rapera Te-Trisa. Wydawnictwo ukazało się 23 października 2015 roku nakładem wytwórni muzycznej Step Records. Album został wyprodukowany przez samego rapera przy współpracy z Sir Michem, Kacprem Winiarkiem oraz Nerwusem. Wśród gości pojawili się raperzy: Kuba Knap, Astek z zespołu Dwa Sławy i Ras z grupy Rasmentalism.
Do utworów „ZPRDL”, „Kopi Luwak”, „Jurek Mordel”, „Moroder” zrealizowano teledyski.
Nagrania dotarły do 4. miejsca zestawienia OLiS.

## Lista utworów
Opracowano na podstawie materiału źródłowego.
1. „Perfekt” (produkcja: Te-Tris)
2. „Zemsta Montetzumy” (produkcja: Te-Tris, Kacper Winiarek)
3. „Azyl” (produkcja: Te-Tris, Sir Michu; scratche: DJ Ike)
4. „Bicz” (produkcja: Te-Tris, Sir Michu, Kacper Winiarek)
5. „Skandalej” (produkcja: Te-Tris, Sir Michu)
6. „Jurek Mordel” (gościnnie: Astek, Ras; wokal: Ksenia Metelska; produkcja: Te-Tris, Sir Michu, Kacper Winiarek)
7. „Kopi Luwak” (produkcja: Te-Tris, Sir Michu)
8. „Xoxo” (wokal: Ksenia Metelska; produkcja: Te-Tris, Sir Michu, Kacper Winiarek)
9. „Moroder” (wokal: Iza; produkcja: Te-Tris, Sir Michu, Nerwus)
10. „Stratosfera” (produkcja: Te-Tris, Sir Michu, Kacper Winiarek)
11. „Pampeluna” (produkcja: Te-Tris, Sir Michu)
12. „Definitywnie” (produkcja: Te-Tris, Sir Michu, Kacper Winiarek; scratche: DJ DBT)
13. „THX” (produkcja: Te-Tris, Sir Michu)
14. „Dzieci naszych starych” (gościnnie: Kuba Knap; produkcja: Te-Tris, Sir Michu)
15. „ZPRDL” (produkcja: Te-Tris, Sir Michu; scratche: DJ DBT)